# Generic Framing Procedure
El procedimiento de entramado genérico GFP (Generic Framing Procedure en inglés) es una técnica de multiplexación definida por la ITU-T G.7041. Eso permite el mapeo de señales cliente de "capa-alta" y longitudes variables sobre redes de transporte como SDH/SONET. Las señales del cliente ser de tipo Unidad de Datos de Protocolo (PDU, Protocol Data Unit como IP/PPP o Ethernet) o tipo Código de bloque (block-code (como canal de fibra).
Existen dos modos de GFP, GFP Enmarcado (GFP-F, Framing) y GFP Transparente (GFP-T, Transparent):
- GFP-F mapea cada trama cliente en una única trama GFP. GFP-F se emplea cuando la señal cliente está enmarcada o paquetizada por el protocolo cliente.
- GFP-T, por otra parte, permite el mapeo de múltiples flujo de datos cliente  de código de bloque 8B/10B en un código de bloque 64B/65B eficiente para transportarlo dentro de una trama GFP.

Existen dos tipos de tramas GFP, una trama GFP cliente y una trama GFP de control. Una trama GFP cliente puede ser clasificada a su vez como una trama de datos cliente o una trama de gestión cliente. La primera se emplea para transportar datos del cliente, mientras que la segunda se emplea para transportar información de gestión punto-a-punto tal como pérdida de señal (LOS), etc. La trama de datos puede ser diferenciada de la trama de gestión basado en el indicador de tipo de carga (payload type indicator). La trama GFP de control usualmente solo consiste de un campo de encabezado principal sin área de carga. Esta trama se emplea para compensar los desniveles entre la señal del cliente donde el medio de transporte tiene una mayor capacidad que la señal del cliente, y es conocida como trama inactiva (idle frame).

## Formato de la trama
Una trama GFP consiste de:
- Un encabezado principal (core header)
- Un encabezado de carga
- Un encabezado de extensión opcional
- Una carga GFP
- Una secuencia de verificación de trama FCS (frame check sequence) opcional

## Modos
- La trama GFP enmarcada (GFP-F) está optimizada para eficiencia en el ancho de banda a expensa de la latencia. Esta encapsula tramas Ethernet (u otro tipo) completas con un encabezado GFP.
- La trama GFP transparente (GFP-T) es usada para transporte de baja latencia de señales cliente de código de bloque tales como Gigabit Ethernet, Canal de Fibra, ESCON, FiCON, y DVB (Digital Video Broadcast). En este modo, grupos pequeños de símbolos 8B/10B son transmitidos en lugar de esperar por una trama de datos completa.